# Autoreggenti

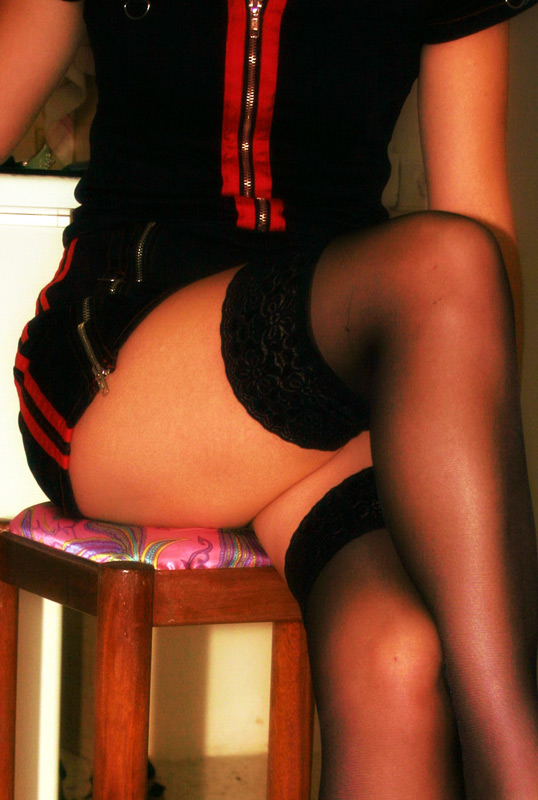
Autoreggenti

Le autoreggenti sono calze di nylon da donna lunghe fino alla coscia che terminano con una fascia, siliconata o elasticizzata, denominata balza che permette alla calza di star su da sola senza l'ausilio di un reggicalze o di una giarrettiera, e che può essere liscia oppure decorata solitamente a motivi floreali o, in minor misura, geometrici. La balza è di larghezza generalmente compresa tra i 3 e i 15 cm ma la misura più comune si aggira intorno agli 8 cm. 
Sebbene già negli anni trenta esistessero delle calze di nylon che terminavano con un elastico (ma senza una balza), e fino a pochi decenni fa fosse di uso comune arrotolare la parte superiore delle calze da reggicalze per poterle usare senza reggicalze, si parla di autoreggenti solo a partire dal 1987, quando questo tipo di calze viene rilanciato dalle principali case produttrici. 
Le autoreggenti hanno lentamente conquistato il mercato, e sebbene si tratti ancora di una minoranza, aumenta costantemente il numero di donne che afferma di preferire, tra i vari tipi di calze disponibili sul mercato, le autoreggenti.
Tra le novità in fatto di autoreggenti delle ultime stagioni si segnalano: le autoreggenti con la riga (caratteristica fino a non molto tempo fa riservata alle calze da reggicalze), le autoreggenti con balza a contrasto, ossia con balza di tinta diversa rispetto alla calza (ad esempio calza carne e balza nera, oppure calza nera e balza rossa o lilla).

## Autoreggenti classiche
Si trattano di calze lunghe fino alla coscia, e sono le seconde calze velate più lunghe dopo i Collant e il più lungo tipo di calza velata ad essere un paio separato. Sono fatte di nylon e sono velate, con denaratura e colori variabili. Al contrario dei gambaletti, la loro balza solitamente non è liscia ma è ornata in pizzo, e contiene all'interno due o tre strisce di silicone per farle stare su. Possono essere reinforced toes, ovvero con la punta rinforzata (ovvero doppia e quindi più scura), oppure senza rinforzo con la punta uguale al resto della calza. Quando si parla di calze autoreggenti si parla tecnicamente di questo tipo di calze che stanno su da sole.

## Varianti di autoreggenti
Autoreggenti opache: con denaratura superiore a 30 den.
Autoreggenti a rete.
Autoreggenti Fantasia: Uguali alle autoreggenti classiche ma dispongono di fantasie di vario tipo, come ad esempio disegni sulla calza come righe (la famosa riga dietro), pois (dolka pots) o altro e/o ornamenti sulla balza in pizzo. A volte addirittura la balza è di colore a contrasto dalla calza. (ad esempio una calza nera con la balza viola o rossa).
Autoreggenti Fully Fashioned (FF): Come accade nelle calze di seta, le autoreggenti FF hanno la parte della punta e/o sotto il piede coperta da un rinforzo più scuro (al contrario del normale rinforzo che invece è velato), che copre totalmente quelle parti come fosse una calza opaca.
Autoreggente liscia: autoreggenti classiche ma con la balza liscia (uguale a quella dei gambaletti) e senza pizzo, ovviamente siliconata. 

## Varianti che non possono essere definite autoreggenti
Ci sono altri tipi di calze che vengono definite erroneamente autoreggenti per via della loro lunghezza e funzione, ma non lo sono appunto propriamente.
Autoreggenti Pesanti: Autoreggenti fatte di cotone o lana e quindi opacissime, prive di balza e quasi più simili a lunghi calzettoni da donna. Sono consigliate come layer per i collant, da mettere sopra di essi in periodi invernali quando non è possibile portarli "a nudo".  

## Differenza tra calze classiche da reggicalze e calze autoreggenti
La differenza tra calze classiche da reggicalze e calze autoreggenti può sembrare nulla, ma in realtà sono due cose completamente diverse. La calza classica non si regge da sola, ma ha bisogno di giarrettiera o reggicalze perché altrimenti risulta troppo larga per tenersi su e non ha alcun collante sulla balza che la regga. L'autoreggente invece ha una balza aderente e col silicone, che si appiccica alla gamba e non cade nemmeno camminando. 

## Uso nel vestiario
Erroneamente considerate volgari da molti, le autoreggenti sono calze molto femminili e molto belle da vedere. Anche se spesso vengono considerate calze da mettere con i tacchi e da usare in occasioni speciali, possono invece anche essere usate quotidianamente in maniera anche informale con scarpe chiuse casual.
Le calze autoreggenti vengono usate molto spesso nell'abbigliamento femminile alternativo Heavy Metal e Gothic, perché vengono ritenute femminili e "dark" allo stesso tempo. In questi casi vengono viste indossare principalmente con calzature quali creepers, anfibi femminili e scarpe chiuse basse come le Vans.

## Uso domestico, erotico e coreografico
Come tutte le altre calze di nylon, non vengono generalmente usate in casa per uso comune e vengono tolte al di fuori delle outfit esterne. Tuttavia le donne che le indossano fuori le usano anche in casa per uso comune se al proprio compagno interessa che facciano ciò, dato che sono un indumento considerato anche erotico e a volte sono anche collegate al feticismo della calza. Molti uomini infatti preferiscono il piede femminile con queste calze piuttosto che nudo.

## Taglia e durabilità
Le autoreggenti, al contrario di altre calze velate come i gambaletti, non hanno taglia unica e non si adattano troppo facilmente alla gamba in quanto se prese di misura sbagliata possono non aderire bene e scendere camminando, e se prese troppo strette si rompono. È opportuno comunque prenderle strette in base alla propria misura, in modo tale che aderiscano bene e non cadano.
Come tutte le calze velate, possono strapparsi molto facilmente. La punta può rompersi semplicemente tirandola un po', mentre la parte superiore basta un graffio o l'appoggiarsi troppo su una superficie ruvida per creare uno strappo. Per questo, una donna deve fare molta attenzione sia quando le mette-toglie, sia quando le indossa.
Sebbene molte donne mettano dei calzini pariscarpa (non visibili da fuori) sopra le calze autoreggenti se le usano con scarpe pesanti come stivali o anfibi per paura che la loro punta si rompa camminandoci, in realtà queste calze si adattano molto bene a qualsiasi scarpa chiusa senza rischio ne che la loro parte del piede si rompa in punta o altrove ne il rischio che il piede si ferisca data la finezza del suo materiale che può sembrare poco protettivo ma che invece protegge bene dita e intero piede. L'uso dei calzini "invisibili" sotto lo stivale e sopra le calze velate comunque è molto apprezzato dalle donne per il calore che fornisce al piede in inverno o in climi freddi, mentre invece in climi caldi le ragazze preferiscono mettere le calze autoreggenti da sole con le scarpe usando il borotalco per farle calzare perfettamente con la scarpa. 
Una calza rotta, se ha un piccolo buco e questo è nella parte superiore, può essere riparato usando dello smalto da unghie. I danni sulla parte della punta e del piede invece sono irreversibili, pertanto una calza autoreggente rotta in punta è ormai da buttare e cambiare. Lo stesso accade se gli strappi sopra sono troppo grandi per essere coperti dallo smalto. Comunque, essendo le calze autoreggenti separate, hanno il beneficio di non dover essere buttate entrambe se una di queste si rompe. Questo non accade con i collant, che invece se si rompono devono essere per forza cambiati del tutto.